# Putalibazar
Putalibazar (in nepalese पुतलीबजार) è una municipalità del Nepal, capoluogo del distretto di Syangja.